# 小塔子乡
小塔子乡，是中华人民共和国辽宁省朝阳市北票市下辖的一个乡镇级行政单位。

## 行政区划
小塔子乡下辖以下地区：
小塔子村、平房村、头道营子村、西营子村、石厂村、虎爪村和莲花山村。